# Alameda de Osuna (stanice metra v Madridu)
Alameda de Osuna (plným názvem španělsky Estación de Alameda de Osuna) je konečná stanice metra v Madridu. Nachází se na křižovatce ulic Paseo Alameda de Osuna a Corbeta ve čtvrti Alameda de Osuna v obvodu Barajas v severovýchodní části města. Ve stanici, která leží v tarifním pásmu A, končí linka 5; nástupiště jsou bezbariérově přístupná. Výstup ze stanice vede do ulice Corbeta.

## Historie
Pro cestující se stanice metra otevřela 24. listopadu 2006 spolu se sousední stanicí El Capricho jako součást prodloužení linky 5 ze stanice Canillejas, stalo se tak jen několik dní po otevření předchozího úseku ze stanice Ciudad Lineal.

## Popis
Stanice je umístěna pod ulicí La Rioja, stěny stanice jsou obloženy Vitrexem bílé barvy.
Nedaleko od stanice zastavují autobusy linek 112, 115, 151.

## Fotogalerie

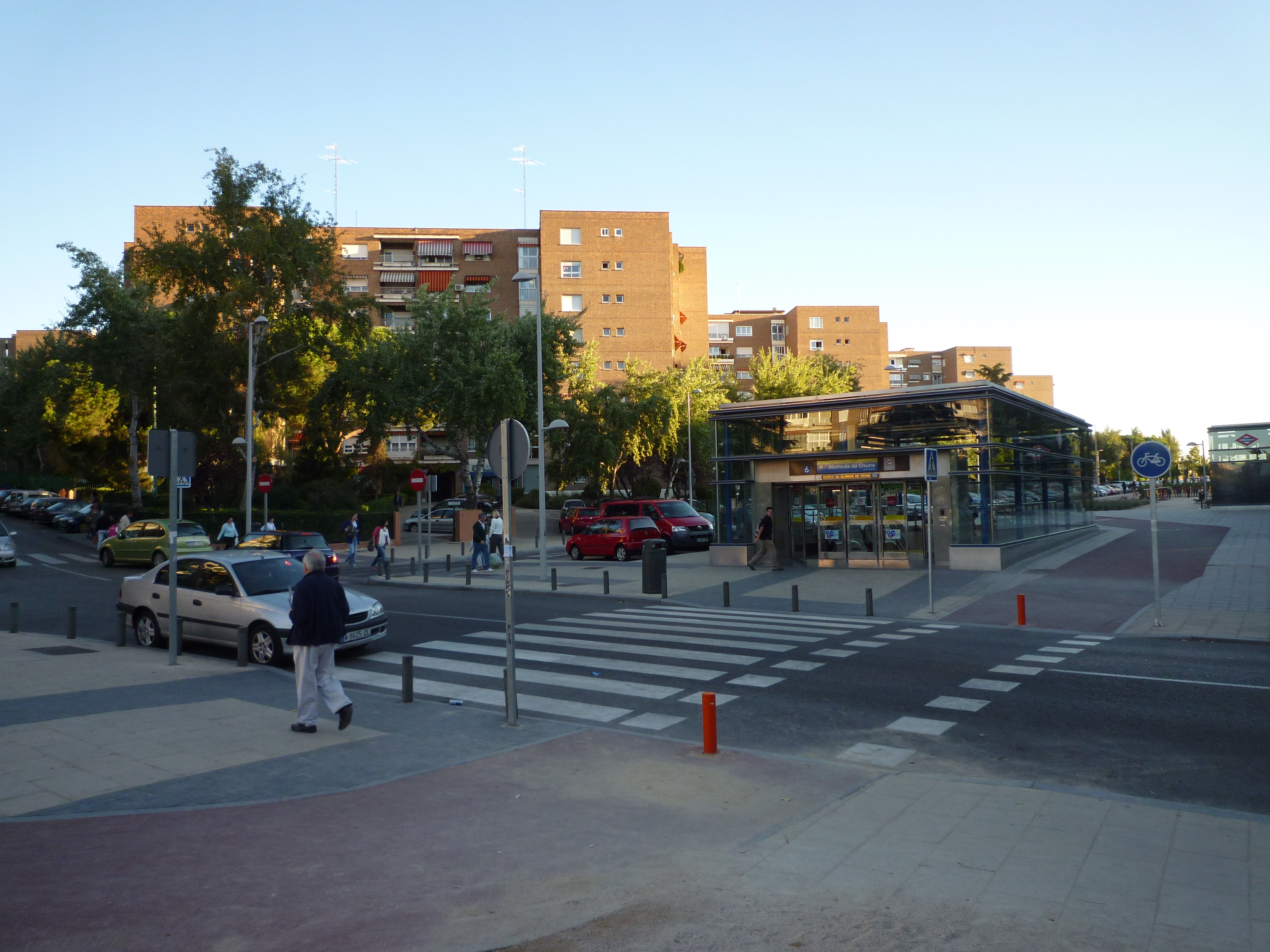
Vstup do stanice
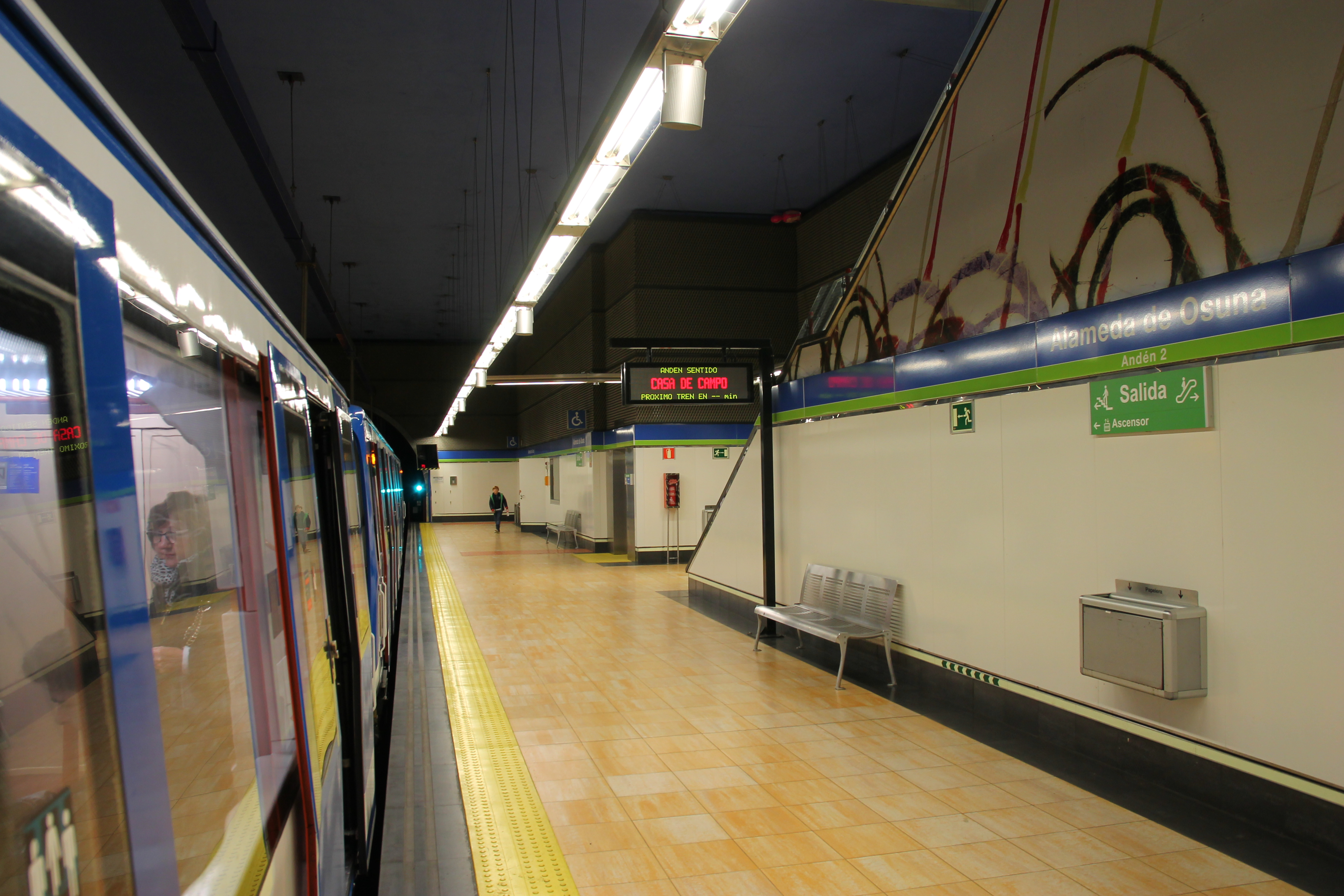
Nástupiště stanice
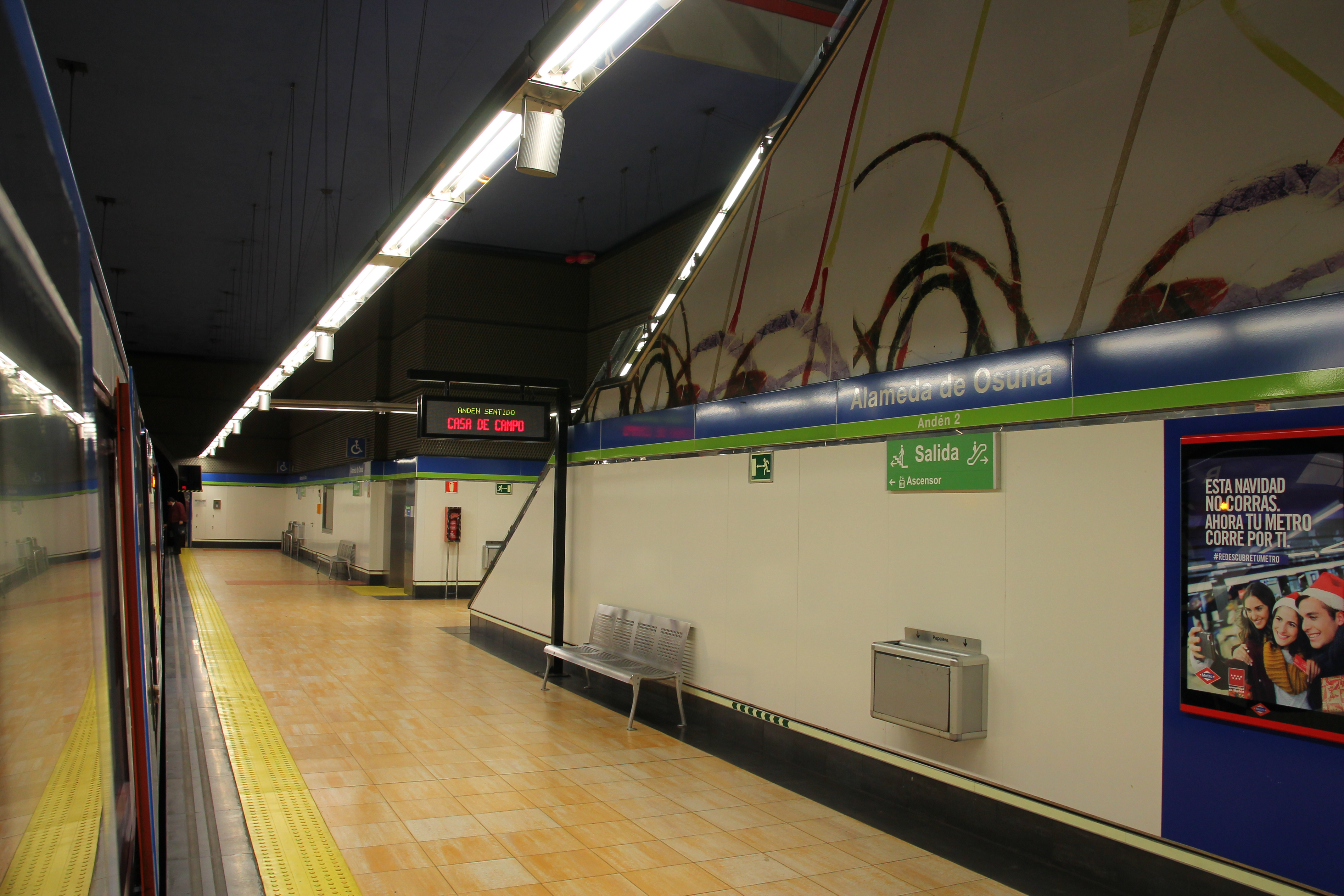
Nástupiště stanice